# Bawls

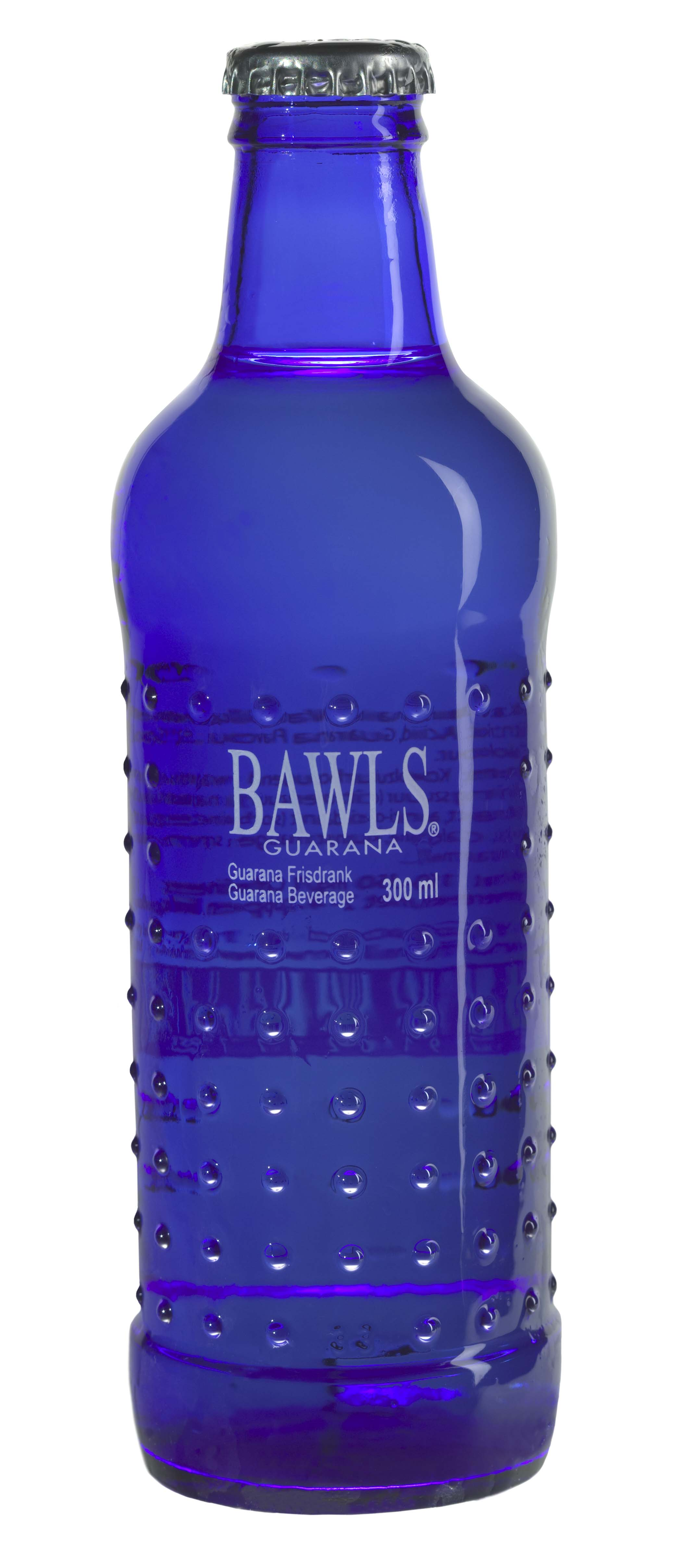
BAWLS Guarana

Bawls is een merk energiedrank met extracten van de guaranabes. Deze bes komt uit de Zuid-Amerikaanse Amazonebekken. Bawls Guarana staat bekend om zijn hoge cafeïnegehalte. Feitelijk is de hoeveelheid cafeïne in de drank echter vergelijkbaar met 1,5 kop koffie. Naast de gewone versie is er een suikervrije variant (Guaranexx), een variant met kersensmaak (Cherry Bawls), de Root-Beervariant (G33K B33R) en pepermunt.
Bawls Guarana werd in 1996 in de Verenigde Staten op de markt gebracht en wordt sindsdien in steeds meer landen verkocht.
BAWLS was van 2017 tot en met de eerste helft van 2023 verkrijgbaar in Europa, bij Bawls-EU.